# ホンダ・ディオ
ディオ（Dio）とは、本田技研工業が製造販売するスクータータイプのオートバイである。

## モデル別解説
※本項では排気量50ccクラス（原動機付自転車）のDio、排気量110ccクラスのDio110それぞれについて解説を行う。

### Dio
1988年1月の発売以来、シリーズ車種として多数の派生モデルが登場し、2007年10月発売の50cc最新モデル（2016年生産終了）は第6世代にあたる。
ちなみに「ディオ」の車名はギリシア神話における全知全能の神ゼウスの双子の息子（dioskuroi）に由来している。
初代-3代目モデルには空冷2ストロークエンジンが採用され、4世代目では水冷4ストロークエンジンへと変更された。2003年から廉価版という位置づけで、同じく廉価スクーターであったトゥディ同様に中国の新大洲本田で生産し、空冷エンジンを採用した5代目モデルも誕生し、一時期は4代目と併売された。また、AF18/AF27は韓国の二輪メーカーデーリムモーターにおいても生産された。
2ストロークエンジンを搭載するモデルは「SK50」という機種名が存在する。各モデルの愛称を含めた名称、および型式は以下の通りである。
| 代    | 車名/愛称      | 機種名  | 型式                      | 発売年              | 備考 |
| ----- | -------------- | ------- | ------------------------- | ------------------- | --- |
| 初代  | ディオ         | SK50    | A-AF18・A-AF25            | 1988-1990           | 特別限定カラーモデル仕様の「SP」、「Special Edition」、前輪ディスクブレーキ搭載の「SR」がある。 |
| 2代目 | スーパーディオ | SK50M   | A-AF27・A-AF28            | 1991-1997 1997-1999 | 前輪ブレーキを油圧ディスク式に変更した「SR」、8,000台限定で販売された「Special Edition」、スポーツグレード「ZX」、通勤や通学などの女性向けに丸みを帯びたモデル「Dio Fit」がある。                                             |
| 3代目 | ライブディオ   | SK50M   | A-AF34・A-AF35 BB-AF34    | 1994-2002           | 前輪ディスクブレーキ搭載の「SR」、リアスポイラー採用の「ZX」、前後連動式ABSを搭載した「ST」、平成10年排出ガス規制に適合した「J」、最終モデル「S」がある。                                                                     |
| 4代目 | スマートディオ | SKX50S  | BA-AF56・BA-AF57・BA-AF63 | 2001-2007           | 前輪ディスクブレーキとアイドリングストップ機構を搭載の「Deluxe」、スポーティ仕様車としてライブディオ時代までのZXに相当するモデルでZを継承し4ストロークエンジンの意が込められた「Z4」がある。                                  |
| 5代目 | ディオ         | NSK50SH | BA-AF62                   | 2003-2007           | 特別限定カラーモデル仕様の「Special Color」がある。 |
| 6代目 | ディオ         | NSK50SH | JBH-AF68                  | 2007-2016           | 2011年に燃料ポンプとインジェクション、エンジンコントロールユニット(ECU)のセッティングが変更され低中速域でのトルクが改善したマイナーチェンジが施されたが型式は変わらず。1,000台限定の特別カラーモデル仕様の「Special」がある。 |

2代目にはSR・ZXの他にオフロードモデル「XR BAJA」をイメージとしたDio XR BAJA（ディオXRバハ）もラインナップされた。ブロックパターンタイヤやフロントディスクブレーキ、デュアルヘッドライトにハンドルガードなどを装備する。XR BAJA発売時にはSR及びZXは3代目に移行された。
3代目からは派生車種として、前カゴを装備しライトとウインカーをフロント下部に装着したDio Cesta（ディオ チェスタ）も発売され、6代目まで継続モデルとなった。1997年には2代目ベースの派生車種であるDio Fit（ディオフィット）も発売された。
初代-3代目にはディスクブレーキを装備したSR、2代目-3代目にはディスクブレーキに加えリアスポイラーが装備され馬力がアップされたZX、同様に4代目ではZ4というスポーツグレードがラインナップされた。なお、同社製スクーターの電子式燃料噴射装置（PGM-FI）搭載は、スマートディオZ4が初となる。
AF63E型は水冷OHC4バルブエンジンにPGM-FIを搭載した。

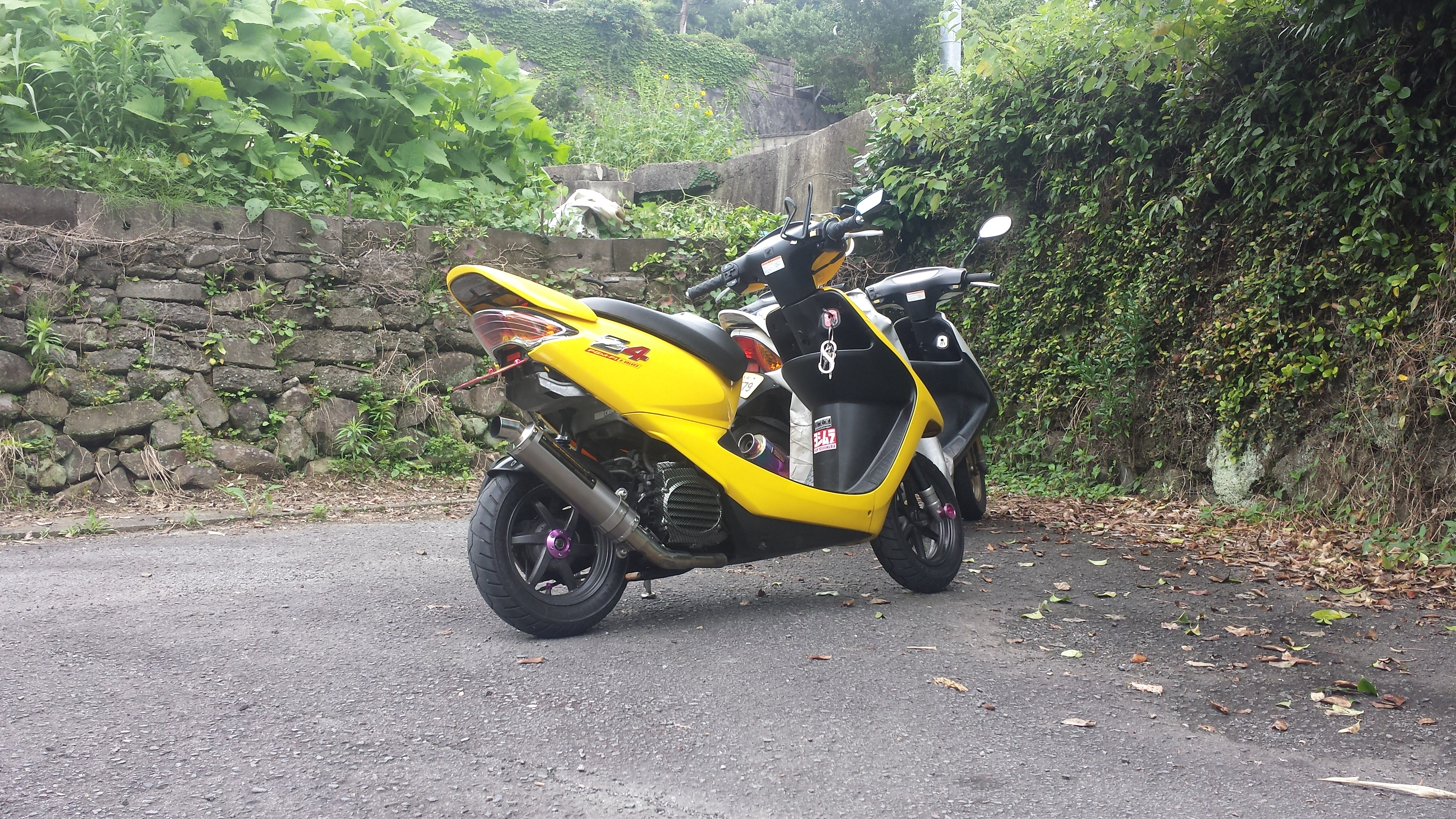
af63

6代目はディオ・チェスタとともに2007年10月30日にモデルチェンジされた。車体デザインは5代目とほぼ同様であるが、ベースとなったトゥディ (JBH-AF67) と同じく、PGM-FI搭載ならびに触媒内蔵マフラーにより自動車排出ガス規制に対応させた。
50ccモデルのディオ、ディオチェスタ双方の日本仕様は2016年に生産終了が公表された。
本モデルの生産終了により2017年以降、一般ユーザーが購入可能なホンダ製50ccスクーターは、タクト（8代目）・ジョルノ（3代目）・ダンクとなった。

### Dio110

#### JF31(初代)
2011年に本田技研工業よりグローバル向けモデルとして、ニュー・スタンダード・コミューター（New Standard Commuter）から命名されたNSC110が発表された。この車両の日本向け仕様として、中国の五羊本田が現地モデルの优客110（BREEZE）と共に製造することになり、Dio110として同年7月18日に発売された。
PGM-FI仕様の空冷4ストローク単気筒107ccエンジンに、14インチ大径ホイールを装備したフラットステップ車体構成となっており、2011年10月9日に2011年度グッドデザイン賞を受賞した。

#### JF58(2代目)
2015年1月に当初は詳細な発売日は同年春頃として型式名EBL-JF58へモデルチェンジされることが発表されたが、同年2月27日に翌3月6日から発売することが正式に発売された。
本モデルからホンダベトナムで製造販売されている Vision を、日本仕様のDioとして生産することになり、車体デザインは全体的に踏襲されたもののフレームは軽量化されている。エンジンはACGスタータによるアイドリングストップシステムを装備した空冷108ccの新型「eSPエンジン」を搭載し、前モデルよりも低回転でピークに達するようセッティングが適正化され、燃費も向上している。
2017年4月7日には、同月14日発売で平成28年自動車排出ガス規制に対応させた型式名2BL-JF58へのマイナーチェンジを発表。さらに車体色・価格が変更された。

#### JK03(3代目)
2021年2月25日に登場。エンジンのロングストローク化などが盛り込まれた。
2023年3月16日には、マイナーチェンジが行われ、車体色が変更されるとともに、廉価版の「Dio110・ベーシック」も発売された。